# Cnemaspis goaensis
Cnemaspis goaensis este o specie de șopârle din genul Cnemaspis, familia Gekkonidae, descrisă de Sharma 1976. Conform Catalogue of Life specia Cnemaspis goaensis nu are subspecii cunoscute.
Nume popular :Goan Day Gecko
Distribuția speciei: în India în sudul provinciei Maharashtra, în Goa și  Karnataka .